# Francesco Maria Vaccari
Francesco Maria Vaccari (* 1814 in Fuscaldi; † 20. Januar 1856 in Fuscaldi) war ein italienischer Priester und von 1850 bis 1856 erster Generalrektor der Pallottiner.
1838 wurde er zum Priester geweiht. Nach Ende der Ausbildung kam er vier Jahre später nach Rom, um Karriere in der kirchlichen Hierarchie zu machen. Nach einem Treffen mit Vincenzo Pallotti gab er seinen Wunsch auf. Er wurde ein enger Mitarbeiter, war an der Erstellung der Ordensregel der Pallottiner beteiligt und predigte. 1846 legte er als erster zusammen mit Vencenz Pallotti die Gelübde ab. Ab 29. Juli 1850 war er erster Generalrektor.
Als 1854 Alojzy Lambruschini, Pallottis Freund und Beschützer seiner Arbeit, starb, wurden die unbegründeten Beschuldigungen gegen die Pallottiner wieder erhoben.
Im Jahre 1855 beschloss er wegen einer unheilbaren Krankheit bei seiner Familie in Fuscaldi zu leben. Er starb im Alter von 42 Jahren und wurde in Fucaldi bestattet.